# Mi marciano favorito (película)
Mi marciano favorito es una película de ciencia ficción y comedia protagonizada por Christopher Lloyd, Jeff Daniels, Daryl Hannah, Elizabeth Hurley, Wallace Shawn y Ray Walston, basado en la  serie de televisión del mismo nombre.' Fue dirigida por Donald Petrie y escrita por John L. Greene, Sherri Stoner y Deanna Oliver. Las criaturas fueron creadas por Amalgamated Dynamics,  diseñadas por Jordu Schell..

## Argumento
La película comienza en Marte, y muestra los últimos momentos de la misión de un Rover. A medida que el vehículo se prepara para la recogida de muestras de rocas marcianas. Los controladores se felicitan por "éxito" de la misión, mientras que de vuelta en Marte, una nave espacial sale rápidamente de la ciudad y acelera en el espacio. 
El productor de noticias, Tim O'Hara (Jeff Daniels), es despedido por "comprometer" a la hija de su jefe, Brace Channing (Elizabeth Hurley), durante una transmisión en directo del lanzamiento del transbordador espacial desde la Base Vandenberg de la primera Fuerza Aérea. Su ayudante, la tímida Lizzie (Daryl Hannah), trata de consolarlo, y es evidente que está enamorada en secreto de él. Un rato más tarde, Tim es testigo del aterrizaje forzoso de una pequeña nave espacial. Se da cuenta de la oportunidad para entregar una historia que le lleve al éxito. Cerca de allí, su único ocupante (Christopher Lloyd) se esconde en los arbustos. Tim toma por error la nave espacial, ahora encogida, de modo que el marciano va tras él para recuperarla. Finalmente, Tim duerme, pero el alien confunde un cabezón, con una persona, haciendo que hable y Tim despierte. Tim noquea por error al alien, pero el vestuario de este cobra vida, y lucha con Tim, pero éste es noqueado por el marciano, quien ya despertó.
El alien va a por su nave, cuando llega Lizzie para consolar a Tim y el alien no sabe qué hacer, y el traje (de tono burlón) le sugiere que la bese y haga algo indebido; el alien toca a Tim, y se asemeja a él, sin embargo, Lizzie usa las llaves que Tim le dio y encuentra a Tim desnudo, y se asusta hasta que Tim se pone el traje, y, tratando de improvisar, decide besarla de una forma loca, y excita tanto a Lizzie, quien se enamora aún más de Tim, pero el alien la saca de la casa (de forma cortés), mientras que ella se va encantada por su sueño cumplido.

## Reparto
- Christopher Lloyd como el Tío Martin / El marciano.
- Jeff Daniels como Tim O'Hara.
- Elizabeth Hurley como Brace Channing.
- Daryl Hannah como Lizzie.
- Wallace Shawn como el Dr. Elliott Coleye
- Wayne Knight (sin acreditar) como Zoot.
- Christine Ebersole como la señora Brown.
- Michael Lerner como el señor Channing.
- Ray Walston como Armitan / Neenert.
- Shelley Malil como Felix.
- Jeremy Hotz como Billy.
- T.K. Carter como Lenny.
- Aurora Maxey como Salesgirl.
- Steven Anthony Lawrence como Kid Nurplex.
- Michael Chieffo como Earl Metz.
- Troy Evans como el Capitán Dalton.
- Michael Bailey Smith como el guardia grande.

## Críticas
La reacción crítica a la película fue en general negativa, quizá debido a la escena en que el personaje de Daryl Hannah mata a un hombre. Según la página Rotten Tomatoes, el 12% de los 41 críticos han dado a la película una crítica positiva, y que tenían una puntuación media de 3.4/10, llegar a un consenso de «Ruidosa, plagada de efectos cómicos sin auténtico humor». Roger Ebert le dio una puntuación de 04.02 y comentó: «La película es inteligente en sus imágenes, trabajaron en su audio, y el ruido suficiente como para entretener a los niños hasta cierta edad. ¿A qué edad? Bajo los dos dígitos. Hay algunos buenos momentos en Mi marciano favorito. Parece como si todos los que hicieron esta película se lo hubieran pasado en grande».